# Бошівка
Бо́шівка — село в Україні, у Сумській області, Конотопському районі.
До 2020 орган місцевого самоврядування — Миколаївська сільська рада.

## Географія
Село Бошівка розташоване на правому березі притоки без імені річки Куриця, вище за течією на відстані 1 км розташоване село Гезівка, нижче за течією на відстані 1 км розташоване село Миколаївка, на протилежному березі — село Карпенкове.
Річка у цьому місці пересихає, на ній декілька загат.

## Історія
- За даними на 1862 рік у власницькому селі Путивльського повіту Курської губернії мешкало 624 особи (314 чоловіків та 310 жінок), налічувалось 63 дворових господарства[1].
- На початку 1860-х рр. у Бошівці мали маєтності поміщики: губернський секретар В. П. Коренєв, та дворянка А. А. Коренєва.
- Станом на 1880 рік у колишньому власницькому селі Миколаївської волості мешкала 731 особа, налічувалось 107 дворових господарств, існувала лавка[2].
- Село постраждало внаслідок геноциду українського народу, проведеного урядом СССР 1932—1933 та 1946–1947 роках, встановлено смерті не менше 97 людей[3].
- 12 червня 2020 року, відповідно до розпорядження Кабінету Міністрів України № 723-р «Про визначення адміністративних центрів та затвердження територій територіальних громад Сумської області», село увійшло до складу Буринської міської громади[4].
- 19 липня 2020 року, в результаті адміністративно-територіальної реформи та ліквідації Буринського району, увійшло до складу новоутвореного Конотопського району[5].

## Політика

### Парламентські вибори, 2019
На позачергових парламентських виборах 2019 року у селі функціонувала окрема виборча дільниця № 590077, розташована у приміщенні клубу.
Результати
- зареєстровано 182 виборці, явка 72,53%, найбільше голосів віддано за «Слугу народу» — 42,75%, за Всеукраїнське об'єднання «Батьківщина» і Радикальну партію Олега Ляшка — по 14,50%[6]. В одномандатному окрузі найбільше голосів отримав Максим Гузенко (Слуга народу) — 33,33%, за Віктора Ладуху (Всеукраїнське об'єднання «Батьківщина») — 32,58%, за Дмитра Кірюхіна (Сила і честь) — 10,61%[7].

## Пам'ятки
- Братська могила радянських воїнів[d];